# Бирд, Дэниэл Картер
Дэ́ниэл Ка́ртер Бирд (англ. Daniel Carter "Uncle Dan" Beard; 21 июня 1850[…], Цинциннати, Огайо[…] — 11 июня 1941[…], Сафферн, Нью-Йорк) — американский иллюстратор, литератор, молодёжный лидер, социальный реформатор, один из основателей организации бойскаутов Boy Scouts of America (BSA).

## Биография
Дэниэл Бирд родился в Цинциннати (штат Огайо) в семье художников. Он любил делать зарисовки леса, природы. Его отец, Джеймс Генри Бирд, был художником, мать — Мария Каролина (Картер) Бирд. Его дядя, Уильям Холбрук Бирд, был также художником. По его рассказам Бирд многое узнал о жизни молодежи.
Бирд начал карьеру в качестве инженера и маркшейдера. Потом учился в художественной школе в Нью-Йорке. Написал серию статей для журнала St. Nicholas Magazine, которые позже легли в основу его книги Полезная книга для американского мальчика (The American Boy’s Handy Book). Он был также членом студенческой художественной Лиги, где встретился и подружился с Эрнест Сетон-Томпсоном в 1883 году. Бирд проиллюстрировал множество книг Марка Твена и других авторов, таких как Эрнест Кросби.
В 1908 году, живя в Реддинге, штат Коннектикут, Бирд был среди тех, кто приветствовал Марка Твена по прибытии его в виллу Stormfield.
Бирд был редактором журнала Отдых и писал там ежемесячную колонку для молод`жи. Позже он переехал со своей колонкой в журнал «Woman’s Home Companion». После конфликтов с новым редактором, он перешел в журнал «Pictorial Review». Поскольку журнал «Woman’s Home Companion» сохранил права на название его колонки, то Бирд переименовал её в «Boy Pioneers of America»..

## Скаутинг

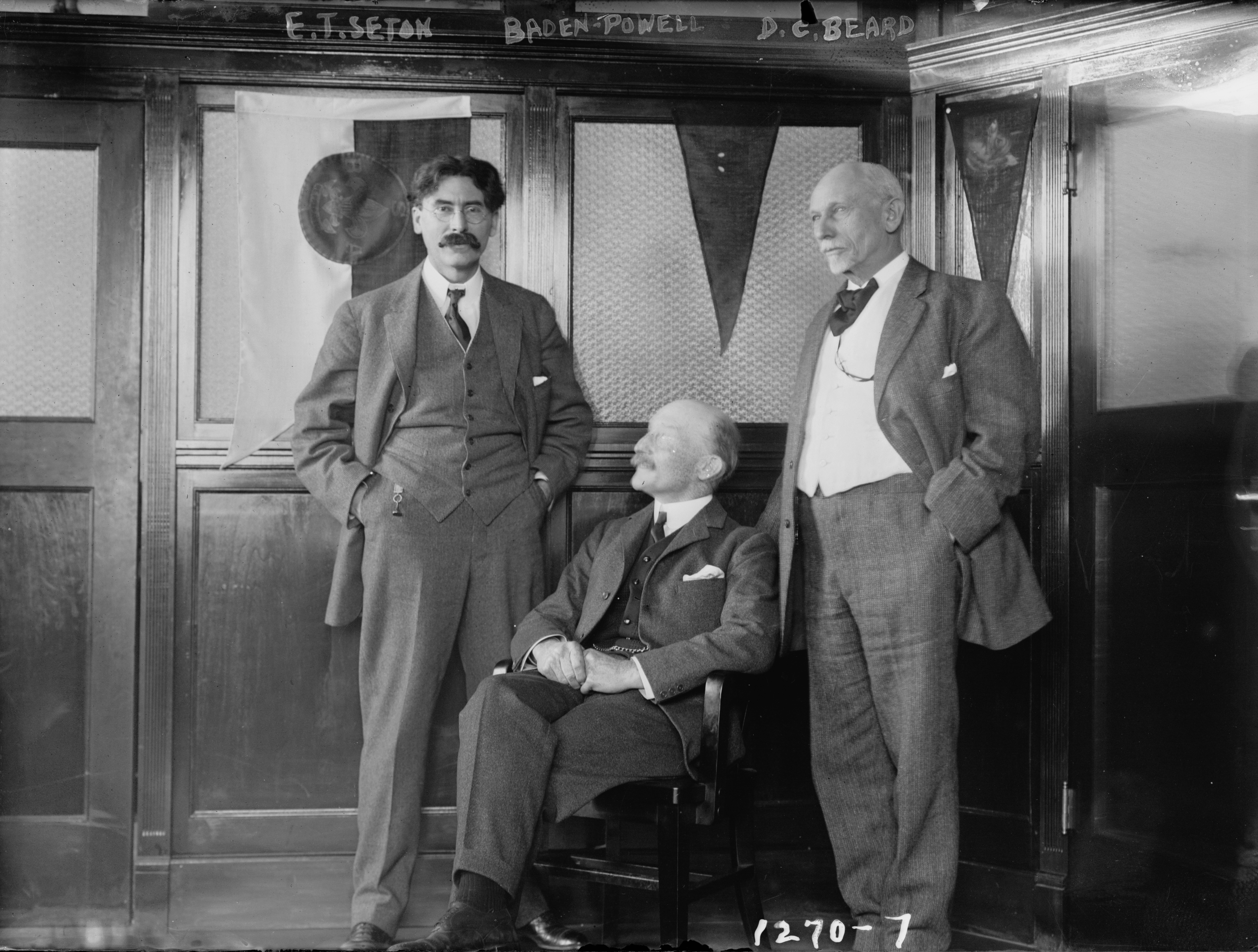
Бирд (справа) с одним из основателей Скаутинга Робертом Баден-Пауэллом (сидит) и Эрнест Сетон-Томпсоном (слева)

Бирд был одним из организаторов организации «Бойскаутов Америки», основанной в 1910 году. Позже он стал редактором журнала «Boys' Life», официального журнала «Бойскаутов Америки», писал ежемесячную колонку для молодежи.

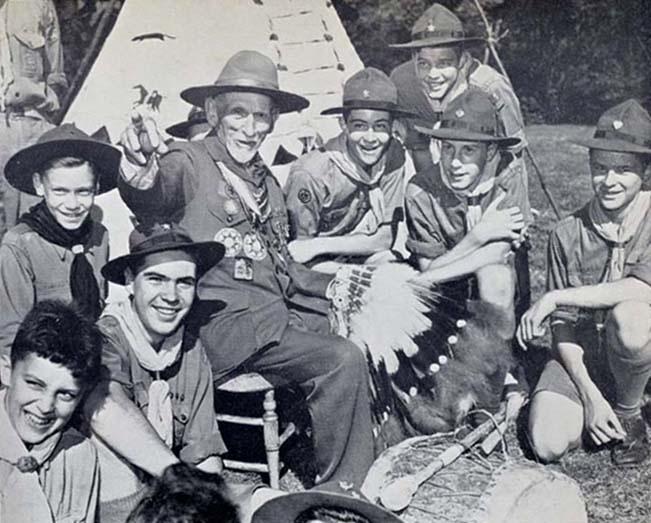
Дэниэл Бирд в жизни, с Бойскаутами

Дэн Бирд также в течение многих лет был вовлечен в программу «Culver Academies» — программы летних лагерей для молодежи. Эта программа существует до сих пор.
15 февраля 1915 Бирд получил звание Eagle Scout (почётное звание бойскаута) в возрасте 64 лет.
Бирд умер 11 июня 1941, незадолго до своего 91-го дня рождения в его доме Бруклендс в городе Сафферн, Нью-Йорк. Он был похоронен неподалеку от своего дома в кирпичной кладбищенской Церкви в Спринг-Вэлли, Нью-Йорк. Около 2000 человек выстроились вдоль маршрута похоронной процессии Бирда на кладбище в Монси, Нью-Йорк, а 127 Бойскаутов сформировали почетный караул.

## Почести и наследство
В городе Ковингтон, штат Кентукки установлена в натуральную величину бронзовая статуя Даниэля Картера Бирда с Бойскаутом. Автор скульптуры — всемирно известный скульптор Кеннет Брэдфорд.
Многие скаутские лагеря носят имя Бирда.
В честь Бирда названа горная вершина Аляскинского хребта возле Денали. В Национальном парке Денали заповедник назван в честь Бирда.
В честь Дэниэля Картер Бирда назван мост, пересекающий реку Огайо в Цинциннати.

## Работы

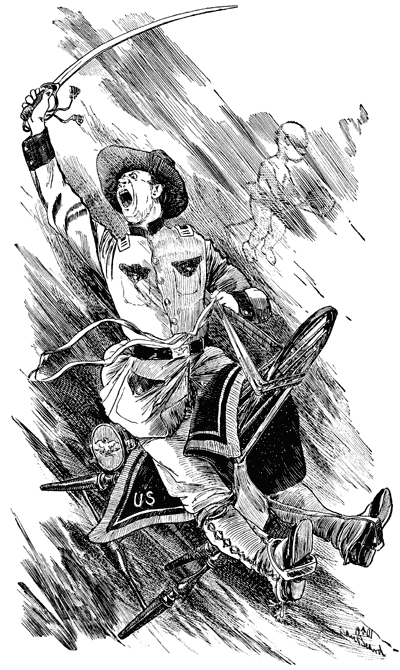
Капитан Джинкс, 1902 Книга по одноимённой повести Эрнеста Кросби, иллюстрируется Бирдом

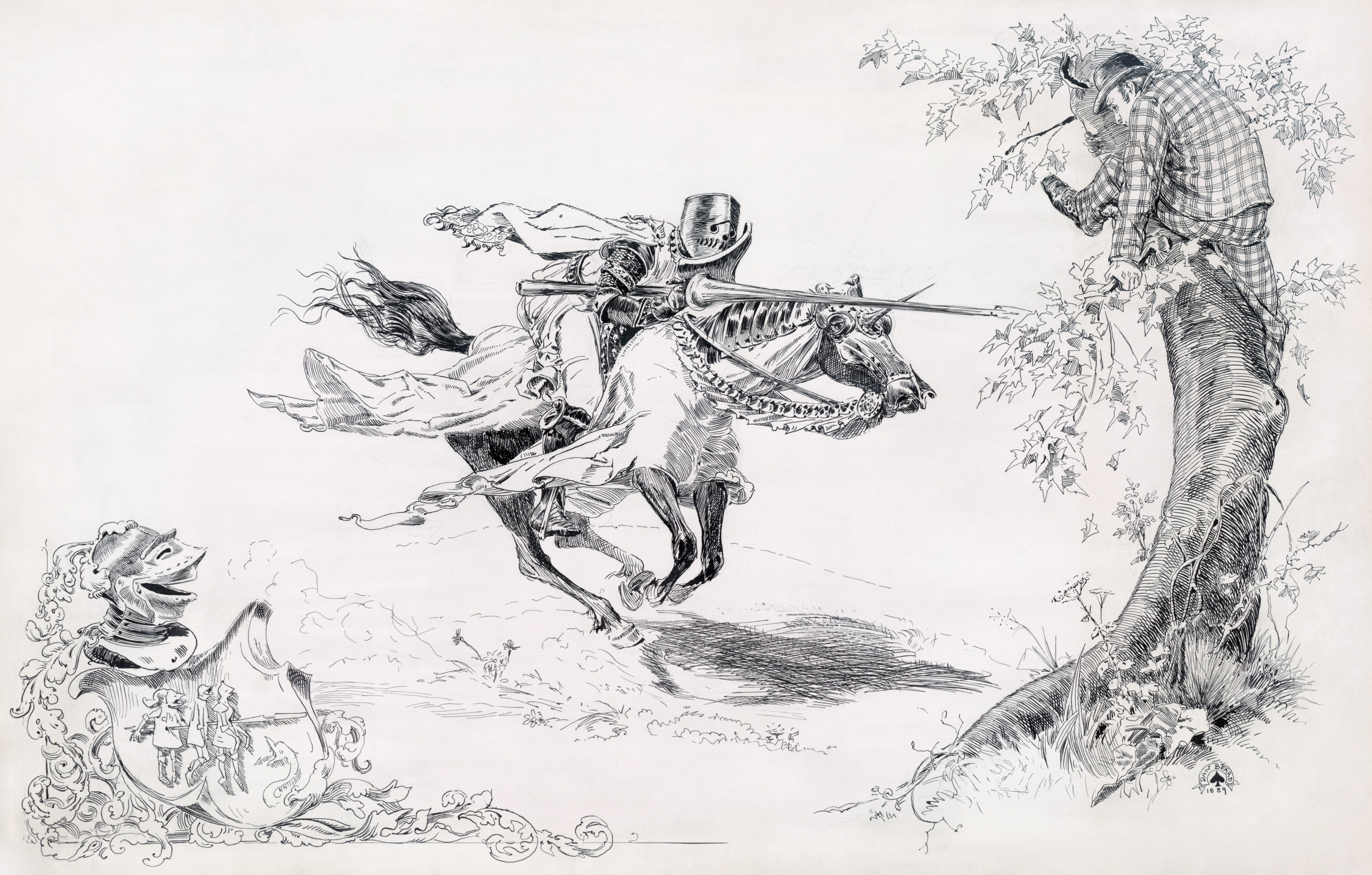
Фронтиспис Бирда для книги М. Твена Янки из Коннектикута при дворе короля Артура

- The American Boy’s Handy Book (1882) (1903);
- М. Твен «Янки из Коннектикута при дворе короля Артура» (A Connecticut Yankee in King Arthur’s Court by Mark Twain) (1889), иллюстрации;
- The American Boy’s Book of Sport (1890) The American Claimant by Mark Twain, (1892);
- Moonblight and Six Feet of Romance (1892);
- The Outdoor Handy Book (1896) still in print Following the Equator (1897) contributing illustrator ;
- Jack of All Trades (1900);
- Field and Forest Handy Book (1906);
- Handicraft for Outdoor Boys (1906);
- Animal Book and Campfire Stories (1907);
- Boy Pioneers and Sons of Daniel Boonec (1909);
- Boat Building, and Boating (1912);
- Shelters, shacks, and shanties. C. Scribner’s Sons. 1920;
- Retrieved August 24, 2012. still in print The American Boy’s Book of Bugs, Butterflies and Beetles (1916);
- The American Boy’s Book of Signs, Signals and Symbols (1918);
- The American Boy’s Book of Camp-Lore and Woodcraft (1920);
- The American Boy’s Book of Wild Animals (1921) The Black Wolf-Pack (1922);
- American Boy’s Book of Birds and Brownies of the Woods (1923);
- Do It Yourself (1925);
- Wisdom of the Woods (1926);
- Buckskin Book For Buckskin Men and Boys (1929);
- Hardly A Man is Now Alive (1939).